# Exposé
Le Exposé sono un gruppo vocale femminile statunitense, formatosi a Miami (Florida) e attivo dal 1984.

## Storia del gruppo
Durante il periodo di maggior successo del gruppo, la formazione era composta da Ann Curless, nata a Albany nel 1963, da Jeanette Jurado, nata a Pico Rivera nel 1966, e dall'italo-statunitense Gioia Bruno, di origine pugliese nata nel 1963. Tuttavia nessuna di queste tre cantanti faceva parte del nucleo originario del gruppo.
Il trio ha avuto successo nella seconda metà degli anni '80. In tutto ha pubblicato tre album in studio tra il 1987 ed il 1992. Tra i brani più conosciuti del gruppo vi sono Point of No Return, What You Don't Know e Seasons Change, con quest'ultimo che ha raggiunto la prima posizione della classifica Billboard Hot 100 nel 1988.

## Formazione

### Formazione attuale
- Ann Curless (1985-)
- Jeanette Jurado (1985-)
- Gioia Bruno (1985-)

### Ex componenti
- Sandra "Sandeé" Casañas (1984-1987)
- Alejandra "Alé" Lorenzo (1984-1987)
- Laurie Miller (1984-1987)
- Kelly Moneymaker (1992-1995)

## Discografia

### Album in studio
- 1987 - Exposure
- 1989 - What You Don't Know
- 1992 - Exposé

### Raccolte
- 1993 - The Encore Collection: Seasons Change
- 1995 - Greatest Hits
- 1999 - Master Hits
- 2002 - Exposé's Greatest Dance Mixes
- 2006 - Dance Mixes
- 2013 - Playlist: The Very Best of Exposé

## Videografia
- 1990 - Video Exposure